# Jørgen Hansen (Boxer)
Jørgen Hansen (* 27. März 1943 in Aarhus; † 15. März 2018) war ein dänischer Profiboxer und dreifacher Europameister der EBU im Weltergewicht. Bekannt wurde er dafür, dass er zwei Mal seinen Titel durch Disqualifikation verlor, diesen jedoch immer wieder zurückgewinnen konnte und ihn schließlich bis zum Ende seiner Boxkarriere behielt.

## Amateurkarriere
Als Amateur boxte Hansen für den Boxclub Lindholm BK. 1964 wurde er Jütländischer Meister im Halbweltergewicht und stieg anschließend ins Weltergewicht auf. Von 1965 bis 1969 wurde er fünf Jahre in Folge Jütländischer Meister. Von 1966 bis 1969 gewann er auch vier Mal in Folge die Dänischen Meisterschaften und machte bei der Nordischen Meisterschaft 1967 in Stockholm den zweiten Platz. Bei der 17. Europameisterschaft 1967 in Rom, gewann er gegen den Spanier José Duran und den Finnen Pertti Purhonen, ehe er im Viertelfinale nach Punkten Manfred Wolke unterlag.
Bei den Olympischen Sommerspielen 1968 in Mexiko-Stadt trat Hansen ebenfalls an, verlor jedoch bereits seinen ersten Kampf gegen den Rumänen Victor Zilberman nach Abbruch des Ringrichters in Runde 3. Danach wurde er Profi.

## Profikarriere
Bis 1972 erkämpfte er sich durch 22 Siege in Folge, die Spitze der europäischen Rangliste im Weltergewicht und erhielt so die Möglichkeit, um den Europameisterschaftstitel der EBU zu boxen. Dieser Kampf fand am 22. Juni 1972 in der Sporthalle KB Hallen in Kopenhagen, gegen den Franzosen Roger Menetrey statt. Gegen diesen verlor Hansen jedoch in der zehnten Runde durch K. o., was die erste Niederlage in seiner Profikarriere bedeutete.
Nach diesem Kampf schien die vielversprechende Karriere von Hansen beendet zu sein, da er innerhalb eines halben Jahres gleich drei weitere Kämpfe verlor und schließlich wieder ins Halbweltergewicht abstieg um doch noch die Chance auf einen Titel zu erhalten. Nach einer Vereinbarung erhielt er am 1. November 1973 die Gelegenheit, gegen den amtierenden WBC-Weltmeister dieser Gewichtsklasse, den Italiener Bruno Arcari zu boxen. Doch auch diesen Kampf verlor Hansen durch K. o. in der fünften Runde. Mit inzwischen 30 Jahren und zwei verlorenen Titelkämpfen waren die Erwartungen für die Zukunft eher zurückhaltend, doch nun erst begann die erfolgreiche Karriere von Hansen.
Es folgten zwölf Kämpfe, von denen er neun gewinnen konnte, ehe er am 19. Juni 1975 mit einem Sieg über den Norweger Kristian Høydahl die Skandinavische Meisterschaft im Weltergewicht gewann. Nach weiteren elf Kämpfen, von denen er acht gewinnen konnte, erhielt er die Möglichkeit erneut um den Europameisterschaftstitel im Weltergewicht zu boxen. Diesen Kampf führte er am 2. Juni 1977 gegen den beinahe ungeschlagenen Italiener Marco Scano und besiegte diesen überraschend durch K. o. in der fünften Runde. Zur ersten Titelverteidigung kam es am 6. August selben Jahres gegen den jungen Deutschen Jörg Eipel. Hansen beherrschte den Kampf von Anfang an, wurde jedoch vom österreichischen Ringrichter Kurt Rado zweimal wegen angeblicher Unsportlichkeiten ermahnt und schließlich nach einer dritten Ermahnung disqualifiziert. Eipel hatte sich bei einem unbeabsichtigten Kopfstoß des Dänen eine Verletzung an der Augenbraue zugezogen. Hansen fühlte sich betrogen, das umstrittene Urteil wurde von den Zuschauern in der Deutschlandhalle in Berlin-Charlottenburg mit einem Pfeifkonzert versehen.
Hansen bestritt innerhalb weniger Monate sechs Kämpfe, von denen er fünf gewann, und erhielt so die Möglichkeit auf einen Rückkampf um den Europatitel. Da Jörg Eipel seinen Titel ebenfalls im ersten Verteidigungskampf verloren hatte, musste Hansen gegen den neuen amtierenden Europameister, den Franzosen Alain Marion, antreten. Hansen gewann den Kampf am 27. April 1978 durch K. o. in der sechsten Runde und hatte sich so seinen umstritten verlorenen Titel wieder zurückerobert. Am 18. August 1978 trat er zu einem Titelverteidigungskampf gegen den Österreicher Joseph Pachler in Villach an. Auch hier führte Hansen nach Punkten, ehe er nach dem Schlussgong der achten Runde Pachler mit einem leichten Chap traf und dieser nach wenigen Sekunden zu Boden ging und liegen blieb. Trotz heftiger Proteste gegen diesen anscheinend vorgetäuschten Niedergang wurde Hansen von dem Ringrichter Angelo Poletti disqualifiziert. Dies war nun schon das zweite Mal, dass Hansen in Kämpfen, die er beherrschte, seinen Europatitel durch Disqualifikation verlor.
Hansen war jedoch fest entschlossen, den Titel zurückzugewinnen, und gewann seine nächsten vier Kämpfe. Hansens Manager gelang es daraufhin, einen Kampf um den Europatitel gegen den neuen amtierenden Meister, den Briten Dave Green, auszuhandeln. Green galt als sehr harter und aggressiver Gegner, er hatte 31 seiner 32 bisherigen Profikämpfe gewonnen, davon 25 durch Knockout. Der Kampf fand am 28. Juni 1979 in Randers statt. Hansen hatte am Anfang deutliche Schwierigkeiten, gewann jedoch die Oberhand und besiegte Green schließlich durch K. o. in der dritten Runde. Hansen hatte Green damit die zweite Niederlage seiner Profikarriere zugefügt und zum dritten Mal den Europameisterschaftstitel im Weltergewicht errungen.
Gleich in seinem nächsten Kampf schlug er den Sechsten der Weltrangliste, Gert Styn, und konnte auch elf weitere Boxer besiegen, darunter Joseph Pachler, gegen den er 1978 seinen Titel verloren hatte. Die letzte Niederlage seiner Profikarriere erlitt er in einem Nichttitelkampf am 25. Juni 1981 in den Vereinigten Staaten gegen den Mexikaner José Cuevas, als er schon in der ersten Runde K. o. ging. Nach fünf weiteren Siegen trat er am 2. Dezember 1982 als inzwischen 39-Jähriger, zu seinem letzten Profikampf, gegen den Spanier Perico Fernandez, an und gewann nach Punkten.

## Nach seiner Boxerkarriere
2002 spielte er im dänischen Film Charlie Butterfly mit, wo er in einem Boxkampf gegen Henrik Palm zu sehen ist, gegen den er auch in seiner Profikarriere zweimal siegreich boxte. Außerdem spielte er in der 17. Folge der dänischen Fernsehserie En by i provinsen (dt.: Eine Stadt in der Provinz) einen Bankangestellten.
2017 wurde Hansens Lebensgeschichte verfilmt. Verkörpert wurde er in Den bedste mand (dt.: Der beste Mann) von Schauspieler Mikkel Boe Følsgaard.

## Erfolge
Amateur
- 1964: Jütländischer Meister im Halbweltergewicht
- 1965 bis 1969: Jütländischer Meister im Weltergewicht
- 1966 bis 1969: Dänischer Meister im Weltergewicht
- 1967: Nordischer Vizemeister im Weltergewicht

Profi
- 1975: Skandinavischer Meister im Weltergewicht
- Juni bis August 1977: Europameister im Weltergewicht
- April bis August 1978: Europameister im Weltergewicht
- Juni 1979 bis 1982: Europameister im Weltergewicht